# Яблонна (Гродзиський повіт)
Яблонна (пол. Jabłonna) — село в Польщі, у гміні Раконевіце Гродзиського повіту Великопольського воєводства.
Населення — 992 особи (2011).
У 1975-1998 роках село належало до Познанського воєводства.

## Демографія
Демографічна структура станом на 31 березня 2011 року:
|          | Загалом | Допрацездатний вік | Працездатний вік | Постпрацездатний вік |
| -------- | ------- | ------------------ | ---------------- | -------------------- |
| Чоловіки | 497     | 135                | 335              | 27                   |
| Жінки    | 495     | 126                | 290              | 79                   |
| Разом    | 992     | 261                | 625              | 106                  |